# ضایعه الپسا

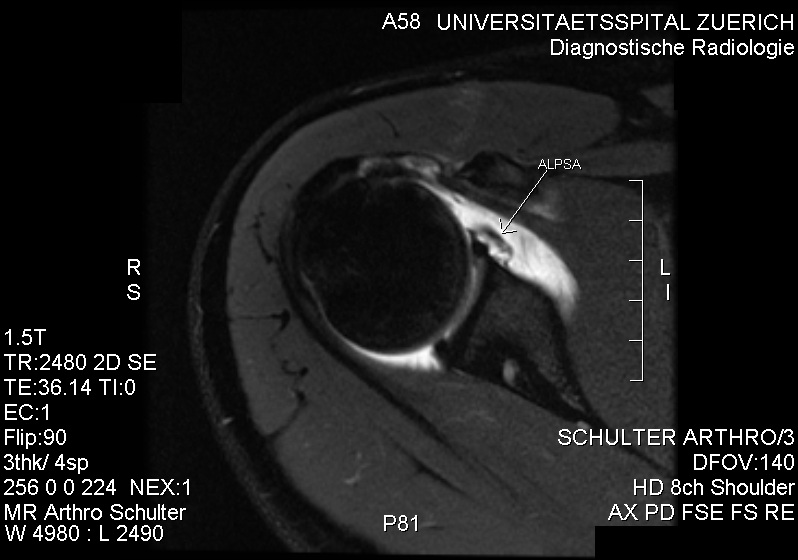
ام‌آرآی وزنی-پی‌دی شانه، جراحت جداشدگی آستین پریوستئال لابرال قدامی را نشان می‌دهد.

ضایعهٔ الپسا (انگلیسی: ALPSA lesion) یا ضایعهٔ جداشدگی آستین برون‌اُستی لبه‌ای پیشین (anterior labral periosteal sleeve avulsion) جراحتی در جلوی شانه است که با در رفتگی شانه ارتباط دارد.

## کالبدشناسی
مفصل شانه از گودی کاسه‌ای و سر استخوان بازو ساخته شده‌است. سر استخوان بازو توپی شکل است اما گودی کاسه‌ای به سینی بیش از فنجان شباهت دارد. آنچه که به این مفصل قوام می‌بخشد، سپر بافت نرم در لبه کاسه شانه (لابروم) است که مانند یک ضربه‌گیر، از جدا شدن سر از سینی جلوگیری می‌کند.